# Ганс Редер-Пеш
Ганс Редер-Пеш (нім. Hans Roeder-Pesch; 25 квітня 1914, Франкфурт-на-Майні — 6 липня 1977) — німецький офіцер-підводник, капітан-лейтенант крігсмаріне.

## Біографія
1 серпня 1937 року вступив на флот. Після проходження підготовки в 3-й роті 4-го морського запасного дивізіону у Вільгельмсгафені 1 грудня 1937 року звільнений у відставку. З січня 1940 року служив на військовому танкері «Дітмаршен». У квітні-червні 1940 року пройшов курс зв'язку, після чого служив у морській службі зв'язку в Есб'єргу. З серпня 1940 року — зондерфюрер, вахтовий офіцер і офіцер зв'язку на танкерах-заправниках «Ермланд» і «Укермарк». З 30 березня по 29 вересня 1943 року пройшов курс підводника. З 30 вересня 1942 року — додатковий, з 11 січня 1943 року — 2-й, з 27 квітня 1943 року — 1-й вахтовий офіцер на підводному човні U-86, на якому взяв участь у трьох походах; під час другого походу був потоплений 1 корабель водотоннажністю 5001 тонну. 21-30 вересня 1943 року пройшов курс позиціонування (радіовимріювання), з 1 жовтня по 22 листопада — курс командира човна, після чого був направлений на будівництво U-1167. З 29 грудня 1943 року — командир U-1167. 2 липня 1944 року переданий в розпорядження 8-ї флотилії. З 29 серпня 1944 року — керівник підводного озброєння в командуванні випробування торпед в Екернферде. 8 травня 1945 року взятий в полон британськими військами.

## Звання
- Штурман резерву (1 вересня 1940)
- Лейтенант-цур-зее резерву (1 березня 1941)
- Оберлейтенант-цур-зее резерву (1 березня 1943)
- Оберлейтенант-цур-зее (1 листопада 1943)
- Капітан-лейтенант (1 листопада 1943)

## Нагороди
- Залізний хрест 2-го класу (1940)
- Нагрудний знак підводника (17 квітня 1943)
- Фронтова планка підводника в бронзі (1 листопада 1944)